# Локомотив (Плевен)
„Локомотив“ е несъществуващ футболен отбор от Плевен.
Основан е като Железничарски спортен клуб (ЖСК) на 26 август 1935 г.
През 1945 г. ЖСК и „Ботев“ (Плевен) се обединяват под името „ЖСК-Ботев“. По-късно през същата година отборът приема името „Локомотив“.
Участва в А група под името ДСО (Доброволна спортна организация) „Торпедо“ през сезон 1950, когато завършва на осмо място.
През 1951 г. от ДСО „Торпедо“ се отделя в самостоятелна ДСО „Локомотив“ и подновява участието си в първенството от плевенската окръжна група.
Известни футболисти на клуба са Атанас Цанов и Георги Берков.